# Tres Tabernæ
Tres Tabernæ est le nom de la ville actuelle de Saverne à l'époque gallo-romaine. Aux abords immédiats du site existe déjà à l'époque gauloise une fortification, l'oppidum du Fossé des Pandours. La ville, peu évoquée par les auteurs anciens, existe déjà au Ier siècle de notre ère selon les traces archéologiques attestées. Les fouilles entreprises depuis le XIXe siècle ont permis d'en mettre au jour un certain nombre de vestiges qui sont conservés au sein du musée du château des Rohan. Du fait de nombreuses carrières de grès rose, les archéologues ont pu dégager de nombreux éléments lapidaires conservés in situ depuis l'antiquité et appréhender le passé gallo-romain de la ville actuelle.

## Géographie
Les hauteurs de Saverne constituent « une zone forestière et accidentée ». La faille vosgienne est franchie au col de Saverne, et les vallons encaissés ont des reliefs élevés. Dans les alentours on trouve aussi une zone géologique particulière dénommée « champ de failles de Saverne » qui est un élément du fossé rhénan et donne au paysage un aspect vallonné dénommé « collines sous-vosgiennes ».
La route militaire reliant Divodurum Mediomatricorum à Argentoratum passait par le col de Saverne. Outre ce rôle de point de passage majeur vers la Gaule signalé par une voie large de près de 18 m au sud-est de la ville, la Kaiserstrasse, le lieu était aussi un accès vers le massif vosgien.
Le site domine la rivière Zorn.

## Histoire
Les sources écrites mentionnant Saverne sont rares, Ammien Marcellin évoque la cité lorsqu'il parle de la campagne de l'empereur Julien contre les Alamans en 357, en particulier la reconquête du site. La cité est dénommée Tabernis sur la table de Peutinger et l'Itinéraire d'Antonin.

### Histoire ancienne

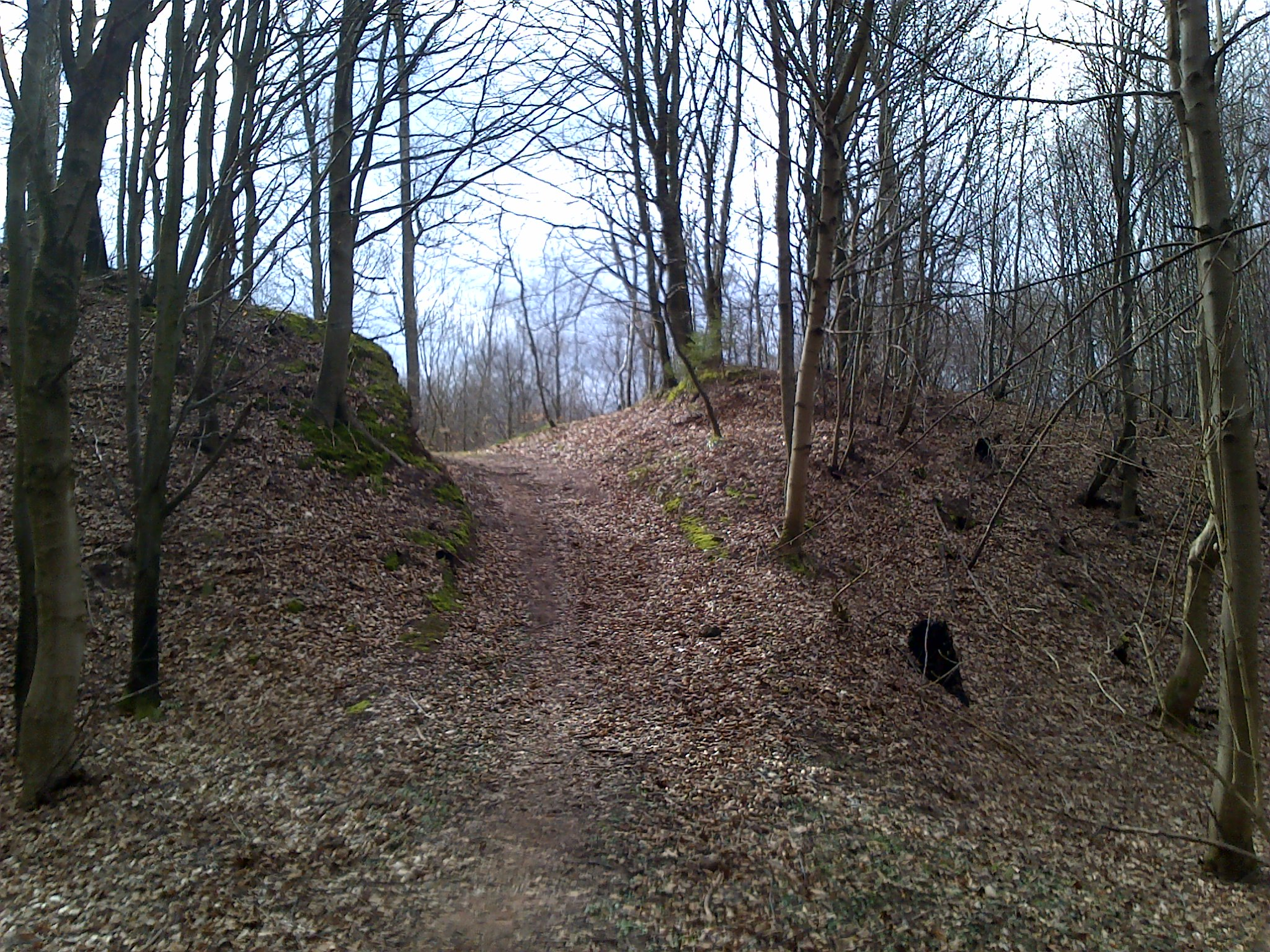
Le rempart de l'oppidum appelé aussi Fossé des Pandours

L'oppidum du Fossé des Pandours est occupé du IIe siècle av. J.-C. au début de l'ère commune. Vaste de 170 hectares, l'espace défendu naturellement par des falaises a dû être complété par une défense artificielle dénommée « Fossé des Pandours » longue de 600 m et haute de 10 m. Les fouilles ont permis de mettre en évidence un murus gallicus de la période de La Tène et daté d'environ 100 av. J.-C. Les fouilles effectuées, bien que partielles, permettent de conclure à un site ouvert dès cette époque au commerce lointain de biens d'origine méditerranéenne. L'objectif est aussi de contrôler le seuil de Saverne.
Jules César intervient en Alsace en 58 av. J.-C. et y bat Arioviste, cependant l'organisation par Rome ne débute qu'avec le règne d'Auguste.
Une station militaire a été retrouvée sur le site appelé Uspann, destinée à abriter les chevaux nécessaires pour renforcer les attelages désireux de franchir le col de Saverne. Le lieu est d'abord une statio militaire destinée à accompagner la ligne de fortins érigée vers 15 av. J.-C. en prévision de la conquête supposée de la rive droite du Rhin ; les archéologues ont à l'occasion d'un sondage retrouvé des vestiges d'une mansio érigée près d'un gué de la Zorn sous les règnes de Tibère ou Claude, destinée à contrôler le franchissement de la rivière et site secondaire par rapport à l'installation présente dès cette époque sur le col de Saverne.
L'occupation romaine de l'espace prend de l'ampleur au IIe siècle. Le site devient un vicus puis un castrum abritant des éléments de la Legio VIII Augusta,. L'Uspann devient alors une station secondaire. Le site aurait été doté d'une première enceinte au IIIe siècle seulement.
Le site subit des destructions successives : en 160-180, puis à nouveau en 235, 275 et 280.
Il y a sans doute des travaux de rénovation sous le règne de l'empereur Constantin. Le lieu est cité par Ammien Marcellin à propos de la lutte de l'empereur Julien contre les Alamans. Après son expédition, il aurait remis en état le castrum, détruit par une attaque, afin de bloquer l'accès de la Gaule à de nouvelles invasions. L'empereur aurait confié la garde du butin et des prisonniers aux habitants. Cet épisode se serait déroulé en 357.
Le castrum de la cité est détruit en partie en 377 et submergé par les invasions germaniques de 406. Hormis une monnaie d'Arcadius, le site ne livre plus d'indices d'occupations à partir du début du Ve siècle, en contradiction avec des sources littéraires de la fin du même siècle, la Cosmographie du Ravennate. Il y a un hiatus archéologique durant tout le haut Moyen-Âge à l'exception d'un tesson de poterie carolingienne et les traces d'occupation sont reconnues à nouveau à compter du Xe siècle.

### Redécouverte archéologique
L'histoire antique de la ville est connue assez vite, du fait des mentions dans les sources antiques et des éléments en remploi retrouvés dans l'enceinte.
Une inscription et une statue d'une déesse de l'abondance sont découvertes en 1752 dans la basse-ville mais malheureusement cette dernière est perdue durant les bombardements du siège de Strasbourg de 1870. Cette sculpture était peut-être une Cybèle, elle a été mise au jour lors de la construction d'une chapelle dédiée à Notre-Dame et rejoignit les collections de Jean-Daniel Schoepflin avant d'intégrer le fonds primitif du musée archéologique de Strasbourg.

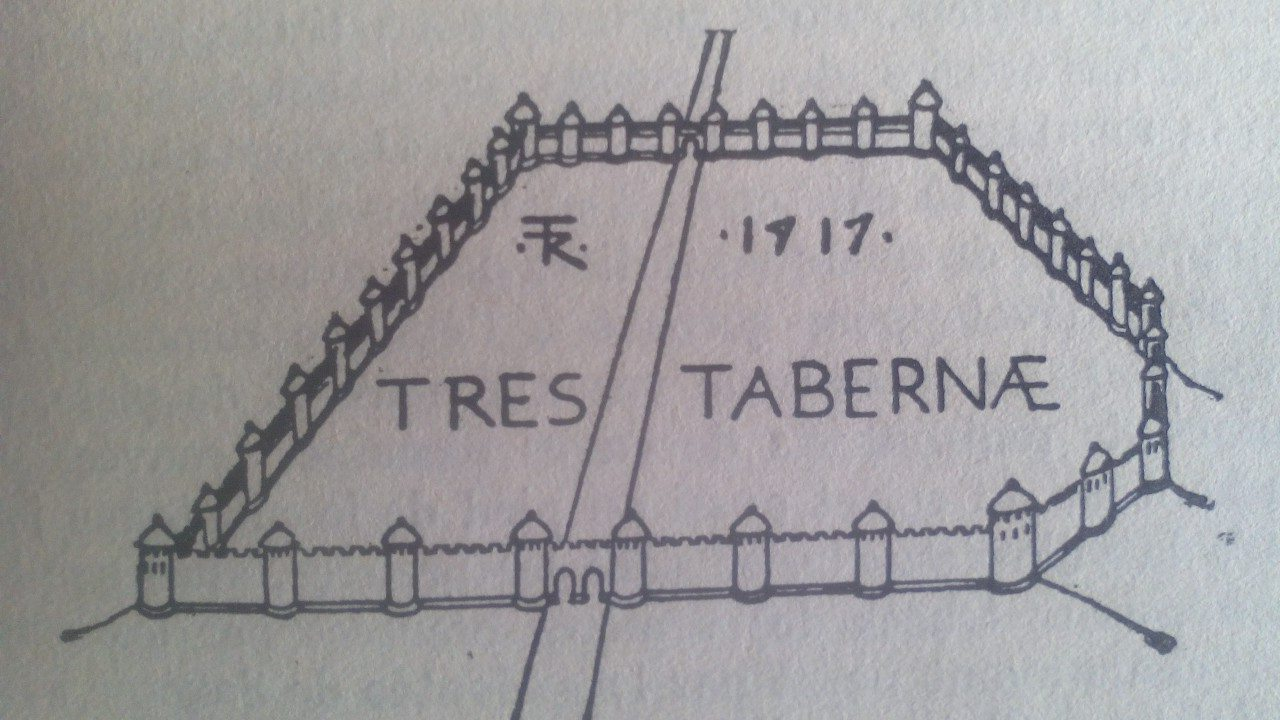
Croquis de l'enceinte romaine de Saverne par Forrer.

La recherche s'accentue au début du XIXe siècle. Le castrum est localisé dans la ville haute par Dagobert Fischer dans les années 1850. Le début du XXe siècle est une période faste pour la recherche historique et archéologique, surtout la première décennie du siècle en relation avec des travaux importants d'urbanisme, mais non dénuée de visées politiques favorables au régime du Reich allemand. Heinrich Blaul travaille sur le sujet au début du siècle, suivi par Robert Forrer qui effectue des fouilles sur l'enceinte et livre en 1918 une synthèse encore aujourd'hui incontournable sur Saverne à l'époque romaine. À partir de la Première Guerre mondiale s'ouvre une période de 30 ans de « semi-léthargie », si ce n'est la publication d'un ouvrage plus général sur « l'Alsace romaine » par Forrer en langue française en 1935.
Au milieu du XXe siècle les recherches archéologiques reprennent, à partir de 1949 en particulier, « grâce au développement des équipes et au perfectionnement des méthodes », mais aussi du fait de trouvailles inopinées. Les fouilles impulsées par Jean-Jacques Hatt et menées par Jean-Pierre Wiedenhoff (mort prématurément à 28 ans) amènent des découvertes au col de Saverne, le site de l'Uspann et également au rempart de la cité. Les travaux menés portent essentiellement sur la précision de la chronologie du fait de l'analyse stratigraphique. La Société d'histoire et d'archéologie de Saverne et environs tient un rôle important pour la recherche et la diffusion de la connaissance sur la cité, depuis sa fondation en 1908 mais aussi avec la constitution d'un club d'archéologie au sein du lycée, aux travaux fructueux.

## Une ville fortifiée et une société originale

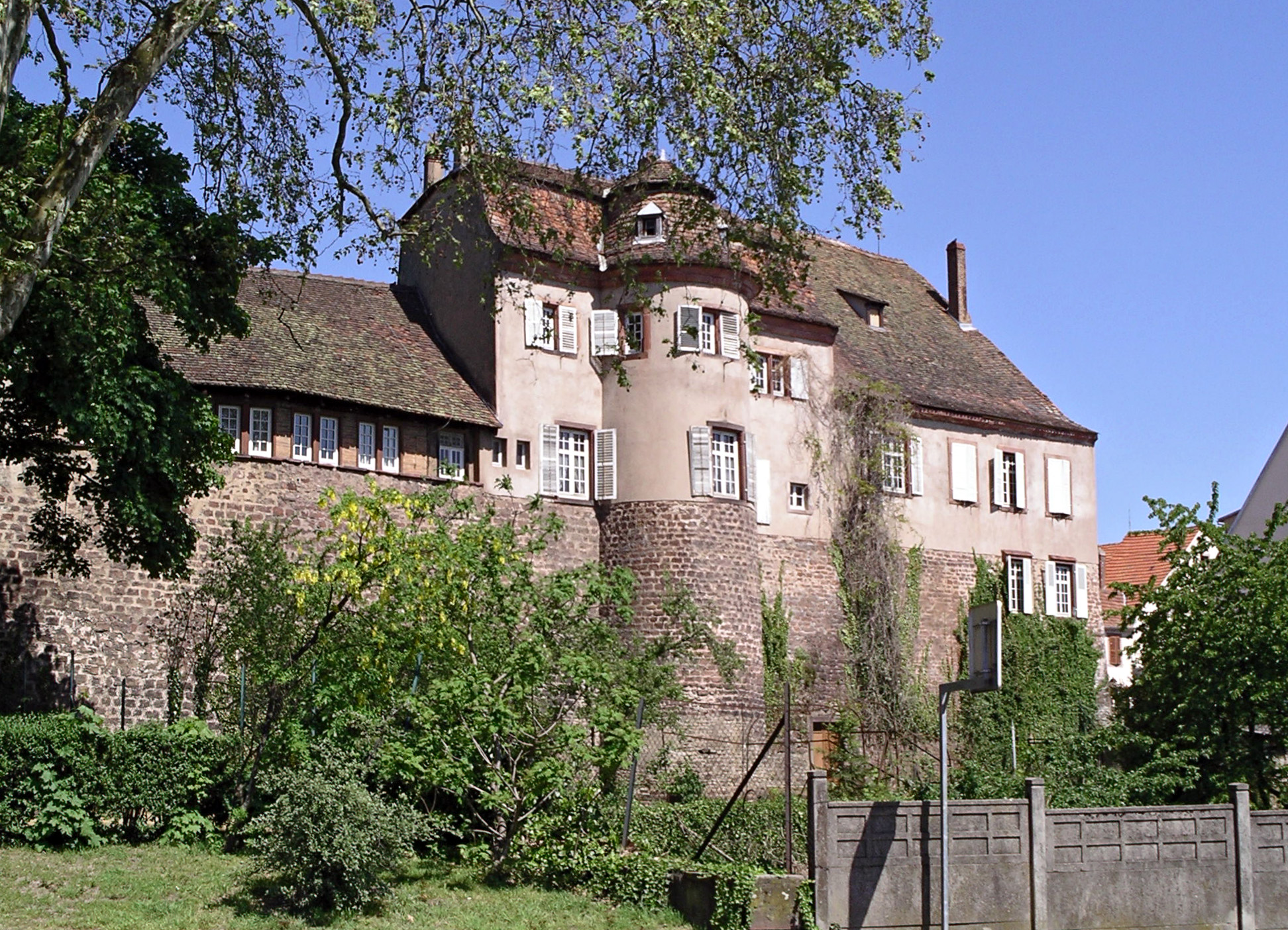
L'Hôtel de Wangen avec à sa base des vestiges de l'enceinte et de tours romaines.

Le castrum a été érigé au IVe siècle, à la hâte au moment des invasions germaniques dont celle des Alamans, en utilisant en remploi de nombreuses stèles funéraires qui ont pu être retrouvées et intégrer le musée de la ville. Il comportait selon Robert Forrer 37 tours rondes ou semi-circulaires.
La Grande rue actuelle suit le cardo de la cité romaine.
L'habitat était sans doute constitué de maisons faites de bois et de torchis.

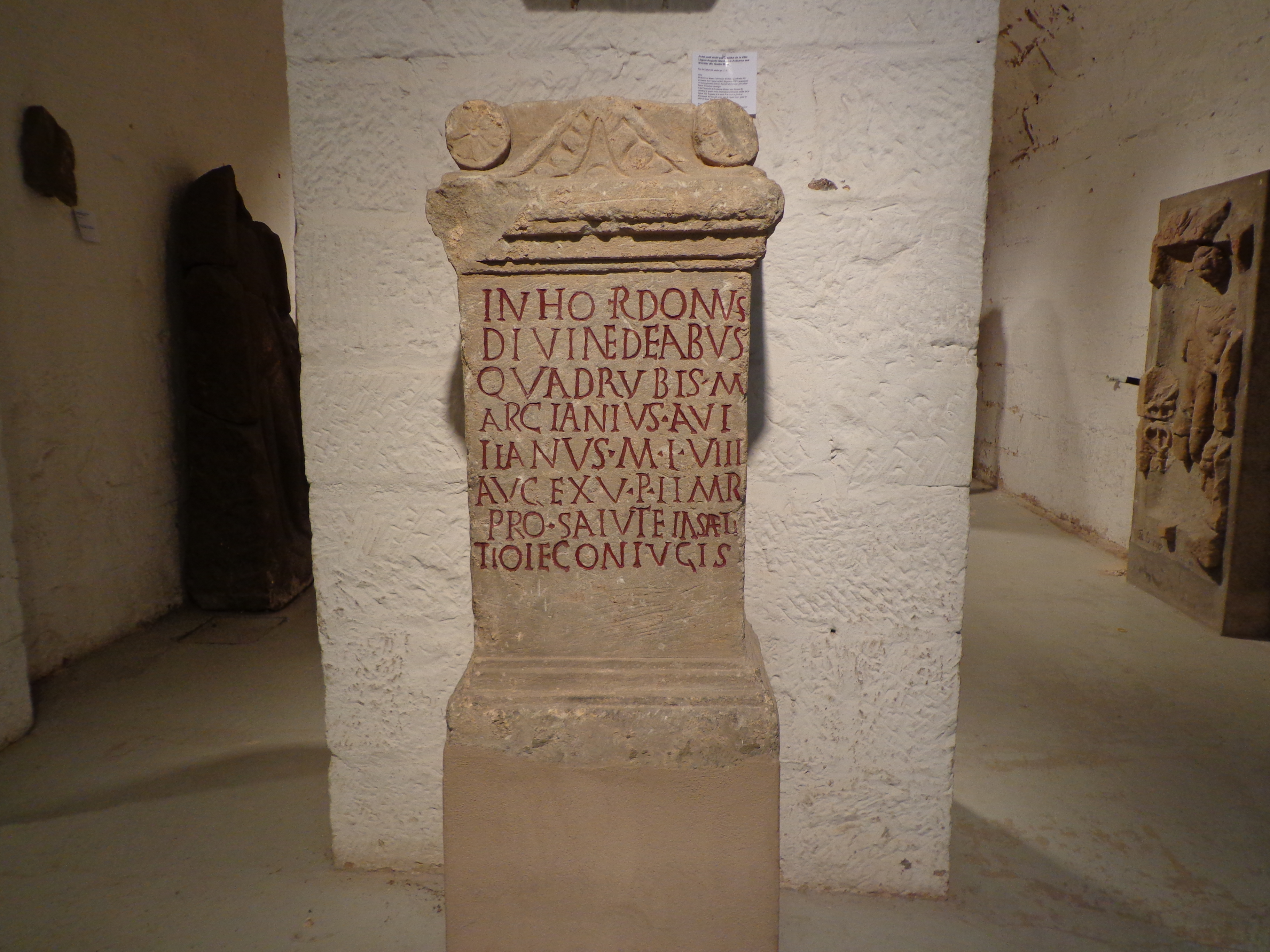
Autel aux déesses des quatre routes.

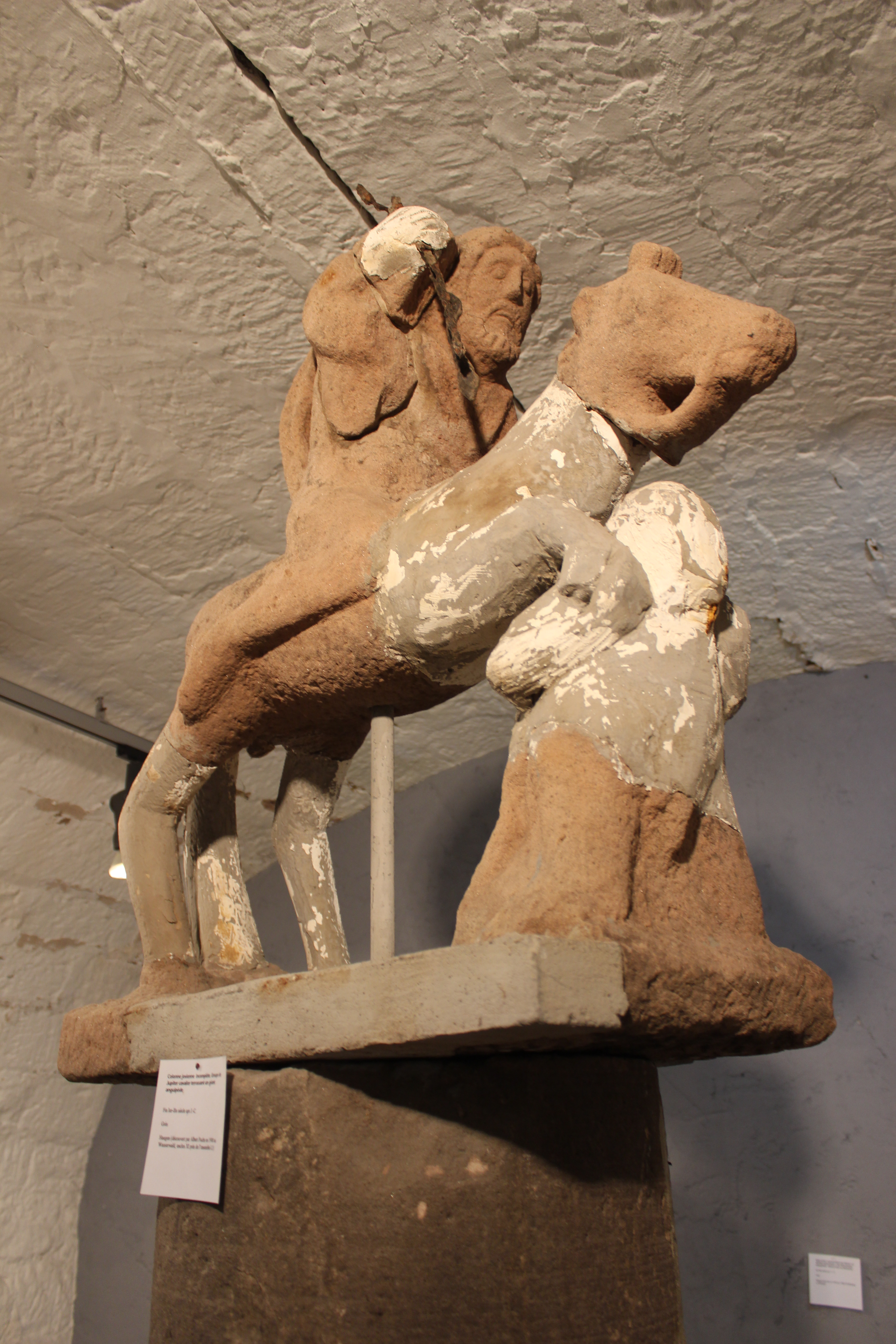
Jupiter à l'anguipède du musée de Saverne

Les noms des habitants sur les inscriptions lapidaires laissent entendre la présence de Gaulois romanisés mais d'autres affichent un caractère indigène voire lointain, grec, oriental ou africain. Dans ce dernier cas, il s'agit peut-être d'un vétéran. Les fouilles ont permis de retrouver des stèles mais aussi des urnes ou cippes funéraires.
Les fouilles ont permis de retrouver des autels voués à diverses divinités, mais avec une postérité particulière pour Mercure, « dieu des routes et du commerce ».
Les fouilles des hauteurs de Saverne ont permis de mettre au jour des vestiges d'une culture particulière datée des IIe – IIIe siècles, dont les auteurs sont méconnus. Les monuments funéraires sont divers, parfois romains parfois des monuments très spécifiques appelés stèles-maisons. Cette culture vosgienne était agricole et également artisanale. Un culte original était également rendu dans la région avec la présence de monuments de Jupiter à l'anguipède.

## Principales découvertes archéologiques conservées à Saverne même

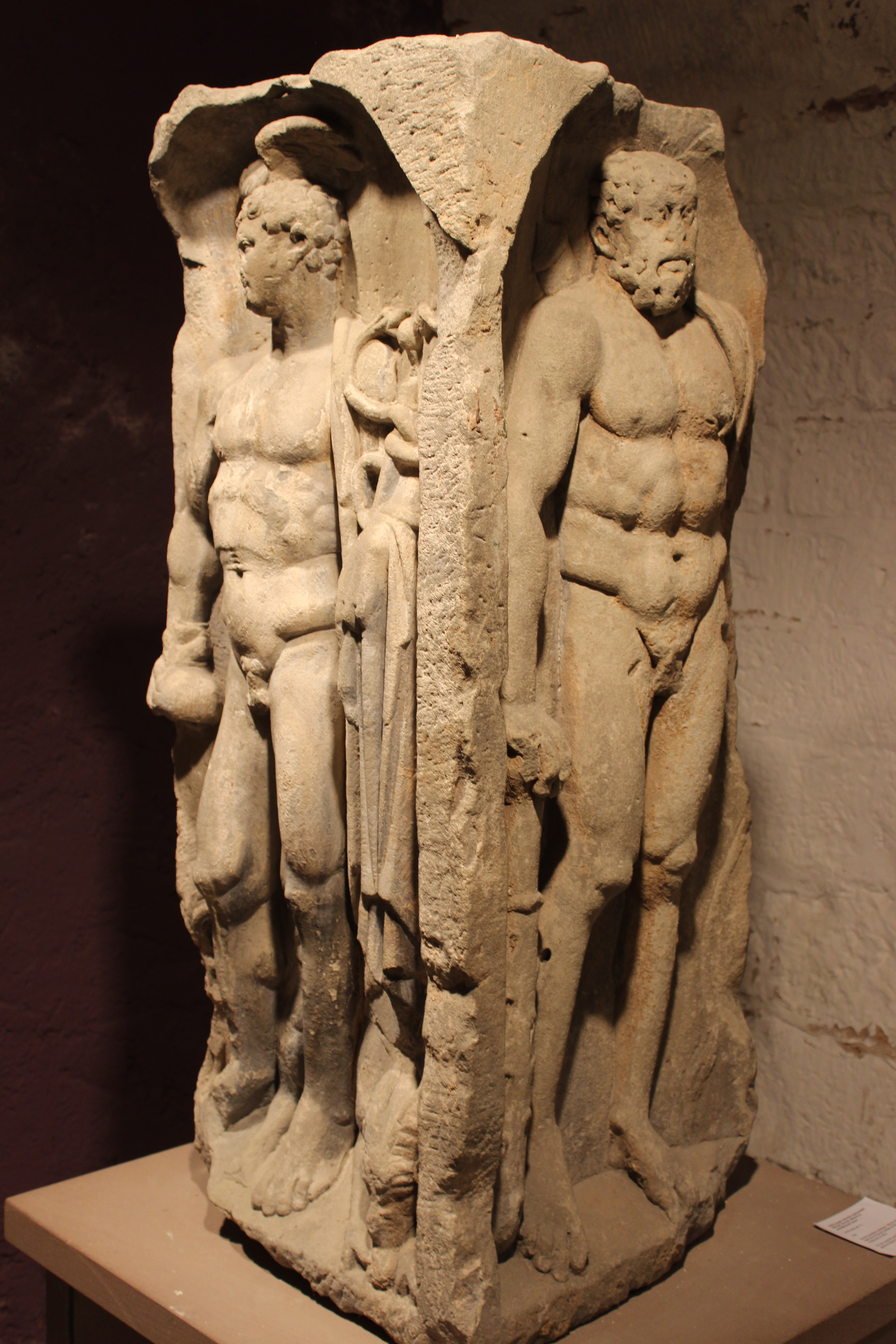
Pilier aux quatre dieux.

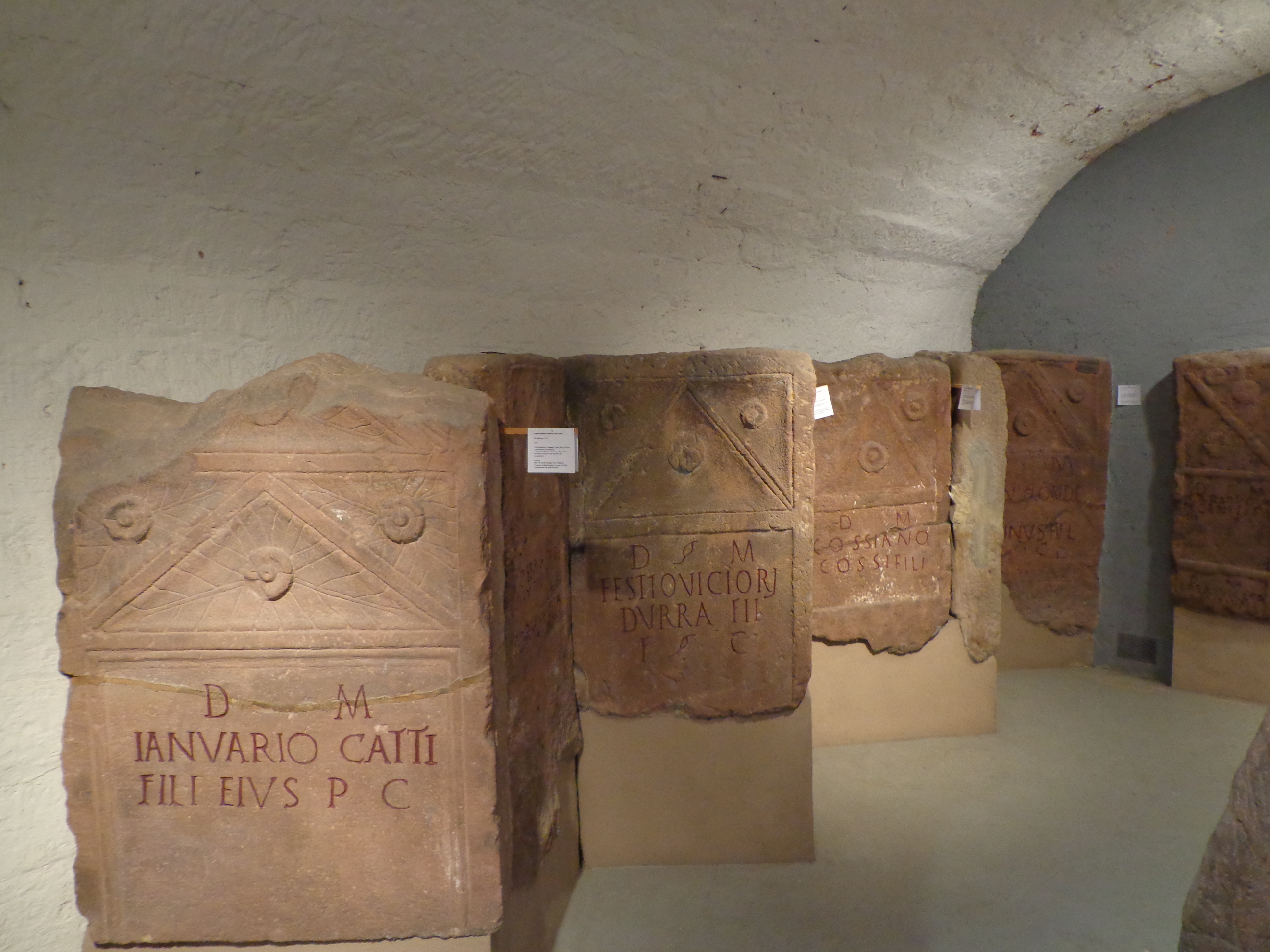
Stèles-plaques

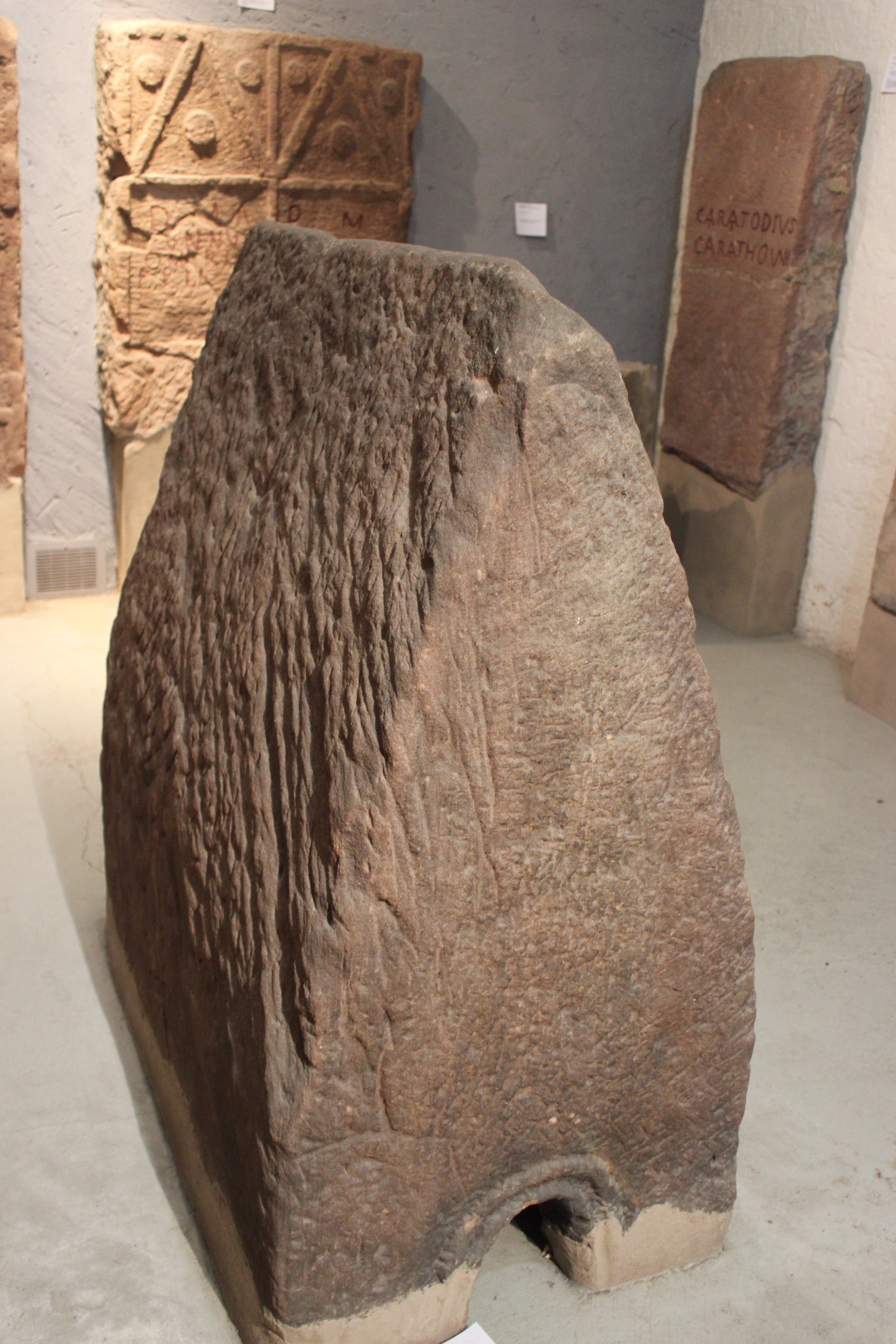
stèle-maison au musée de Saverne

Une Tête de Cybèle (grès, 0,17 m), retrouvée en 1843 était particulièrement remarquable. Elle a été volée en 1978. La couronne de la déesse porte un rempart et des tours. Robert Forrer interprète la sculpture comme un genius loci ou une déesse tutélaire. Une copie est conservée, grâce à un ancien moulage.
La Triade divine (Grès blanc, 0,37 m de haut sur 0,36 m de large, IIe siècle) est composée selon Henri Heitz d'Apollon, Léda et Ésus. Une femme debout, avec son manteau plié sur le bras droit, tient un œuf de la main gauche. Au milieu on trouve un personnage qui a disparu en partie, un homme qui a le bras droit levé et s'appuie sur une lyre. À droite, un enfant porte un œuf. L'intégration d'Ésus au mythe serait un exemple d'interpretatio romana d'une divinité du panthéon gaulois à un mythe gréco-romain.
La Stèle aux quatre dieux(1,14 m de haut sur 0,50 m), dont sont conservés Mercure et Hercule, fait partie des pièces emblématiques conservées de l'ancienne Tres Tabernæ. Elle a été retrouvée en 1851 dans l'enceinte du presbytère. Les dieux sont intégrés dans des niches ; deux des statues ont été retaillées au moment du remploi et sont donc très endommagées. Hercule barbu porte la peau du lion de Némée sur l'épaule et s'appuie sur une massue. Mercure ailé dispose d'un grand caducée et d'une bourse, un coq et un bouc sont à ses côtés. Le fragment devait appartenir à un ensemble de Jupiter à l'anguipède, dont l'exemple le mieux conservé est la Grande colonne de Jupiter à Mayence. La représentation d'Hercule est plus fruste que celle de Mercure.
Un Autel aux déesses aux quatre routes a été découvert en 1908 : sur la partie supérieure on trouve une patère à libations entre deux rouleaux ornés d'une rosace, au milieu se trouve un fronton à feuilles d'acanthe. L'inscription est la dédicace d'un soldat de la VIIIe légion qui met le salut de son épouse sous la protection des divinités des carrefours.

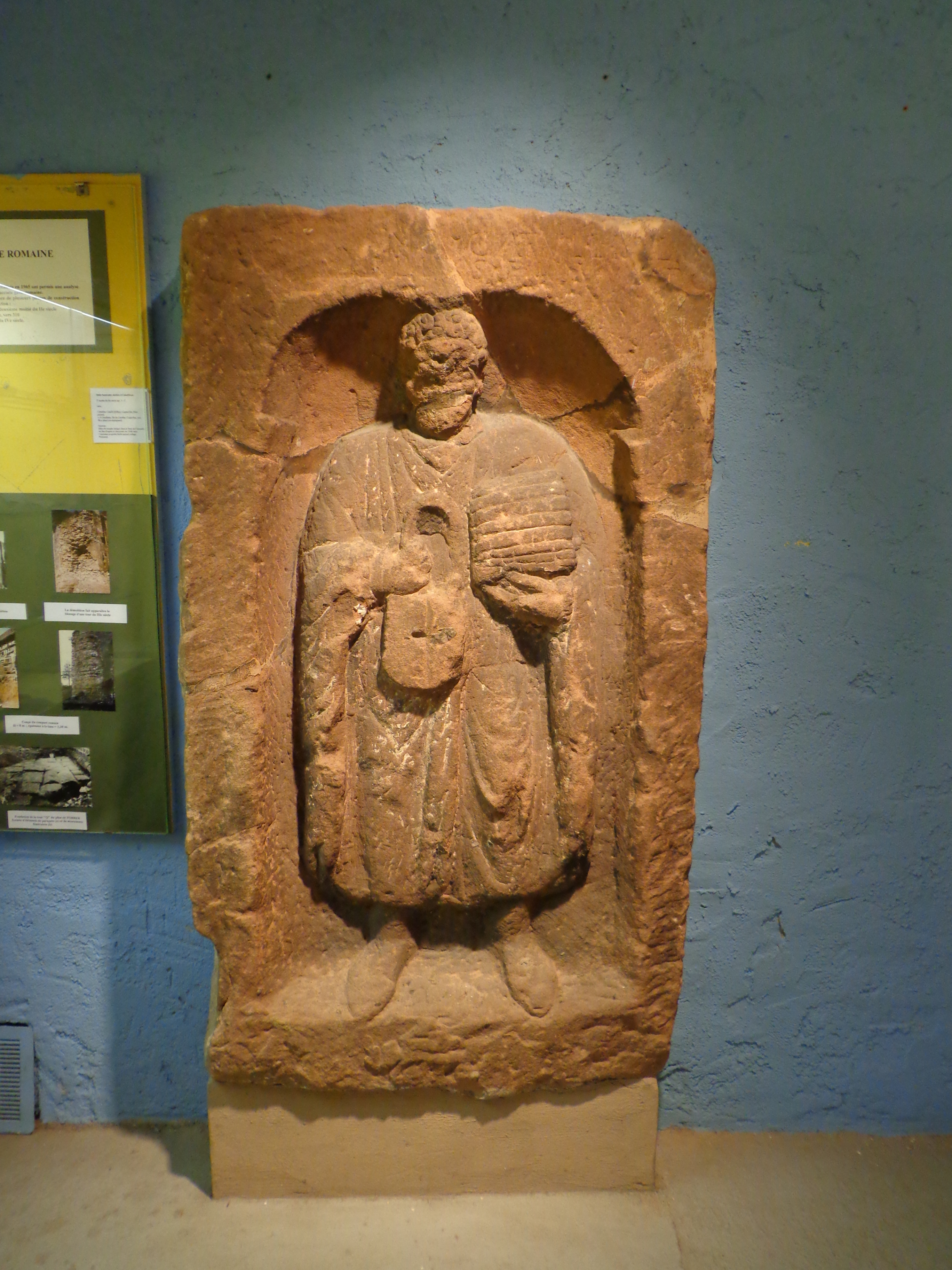
La stèle de Catullinus

La Stèle de Catullinus a quant à elle été retrouvée en 1908. En grès rouge, l'œuvre porte des traces d'enduit et de peinture (1,52 m x 0,89 m). Dans une niche on trouve un homme barbu qui porte des objets plats dans une main (tissus ou tablettes) et un sac dans l'autre.
La Stèle de Catulianus et Africanus a été retrouvée dans l'enceinte, dans les fouilles du collège Poincaré et est fragmentaire.
Ont également été dégagés des éléments sculptés de mausolées, le monument de Lucius Capitonius Paternus et le monument de Carisius Paternus et de Suadullius Aventinus. Ces fragments de grès datent du IIIe siècle.
Les fouilles ont permis de retrouver en grand nombre des stèles-plaques datables des IIe et IIIe siècles de notre ère et retrouvées essentiellement en remploi dans l'enceinte gallo-romaine. Le site a livré également des stèles-maisons, monuments funéraires typiques de la région et du peuple des Médiomatriques découverts assez nombreux à Saverne et dans les environs.